# غوري هيلتنس
غوري هيلتنس (بالنرويجية البوكمول: Guri Hjeltnes)‏ هي بروفيسورة ومؤرخة وصحفية نرويجية، ولدت في 23 أكتوبر 1953 في ستافانغر في النرويج.

## وصلات خارجية
- غوري هيلتنس على موقع IMDb (الإنجليزية)